# Scotinotylus formicarius
Scotinotylus formicarius (Dondale & Redner, 1972) è un ragno appartenente alla famiglia Linyphiidae. È la specie tipo del genere.

## Caratteristiche
All'interno del genere Scotinotylus appartiene al gruppo kenus insieme a S. kenus, S. sanctus, S. crinitus, S. montanus e S. humilis. Se ne distingue per l'apofisi tibiale alquanto lunga e appuntita.

## Biologia
Questo ragno è mirmecofilo, cioè vive in associazione con le formiche; il suo habitat è nei pressi dei nidi di Formica obscuripes Forel, 1886.

## Distribuzione
La specie è stata rinvenuta in alcune località degli USA: nel Wyoming e nello Stato di Washington (Bellingham)

## Tassonomia
Al 2012 non sono note sottospecie e non sono stati esaminati nuovi esemplari dal 1981.